# R-7
8K71 "R-7" (pogovorno rusko Семёрка – sedmica) je dvostopenjska medcelinska balistična raketa na tekoče gorivo Sovjetskih oboroženih sil. Je prva medcelinska balistična raketa v zgodovini in osnova za rakete nosilke Vostok, Voshod in Sojuz.

## Razvoj
Oblikovanje rakete R-7 se je začelo leta 1953 v Kaliningradu (danes Koroljov) s ciljem razviti raketo, ki bi lahko ponesla 3 t koristnega tovora 8000 km daleč. Glavni oblikovalec je bil Sergej Koroljov iz oblikovalskega biroja OKB-1 (danes Raketno-vesoljska korporacija Energija S. P Koroljova). Pri razvoju so izhajali iz rakete R-1, ki je bila kopija nemške balistične rakete V-2. Osnovna oblikovna rešitev je bila pripravljena leta 1954 in 15. maja 1957 je bil prvi poskus izstrelitve iz kozmodroma Bajkonurja. Izstrelitev ni bila uspešna, prav tako ne drugi poskus 11. junija. Uspešen je bil šele tretji poskus 21. avgusta 1957, ko je raketa R-7 poletela 6000 km daleč. Predelana različica rakete 8K71PS je 4. oktobra 1957 v orbito vtirila prvi umetni satelit v zgodovini Sputnik 1, 3. novembra pa Sputnik 2, ki je v orbito ponesel prvo živo bitje – psičko Lajko.
V okviru prve stopnje so štiri potisniki uporabljali po štiri motorje RD-107 s po šestimi zgorevalnimi komorami, osrednji del rakete pa štiri motorje RD-108. Druga stopnja je uporabljala štiri motorje RD-108. Glavni oblikovalec motorjev je bil Valentin Gluško iz oblikovalskega biroja OKB-456 (danes NPO Energomaš). Glavna oblikovalca sistema upravljanja sta bila Mihail Rjazanski in Nikolaj Piljugin iz oblikovalskega biroja NII-885 (danes Ruski vesoljski sistemi).
Vojaška različica rakete je nosila eno bojno glavo, ki jo je razvil oblikovalski biro KB-11 (danes Vseruski znanstvenoraziskovalni institut eksperimentalne fizike iz Sarova). Bila je težka 5300–5500 kg s premerom 7,27 m in je nosila 3–5 Mt bojno glavo. Rakete so bile prvič nameščene februarja 1959 na kozmodromu Pleseck. Število nameščenih raket je bilo omejeno z deset: nameščenih je bilo šest do osem raket na Plesecku in ena na Bajkonurju.
Raketo R-7 je danes mogoče videti v Moskvi, Koroljovu, Kalugi, Bajkonurju in Samari.